# Tak Chun Ka I
Maillots
L'Associação Desportiva Tak Chun Ka I (en chinois : 加義體育會), plus couramment abrégé en Tak Chun Ka I, est un club de football macanais fondé en 1985 et basé sur l'île de Taipa, à Macao.

## Histoire du club
Fondé à Taipa en 1985 sous le nom de Associacão Desportiva Ka I, le club compte sept titres à son palmarès : trois titres de champion de Macao et quatre Coupes de Macao. C'est l'un des meilleurs clubs de Macao depuis ses débuts en première division, en 2009.
Emmené par le milieu de terrain japonais Dan Ito, le club débute en Primeira Divisão lors de la saison 2009, où il réussit à terminer à la deuxième place du classement, juste derrière Grupo Desportivo de Lam Pak, tout en remportant son premier trophée, la Coupe de Macao. Il enchaîne la saison 2010 avec un doublé Coupe-championnat et en saison 2011, il devient champion pour la troisième année consécutive. Le club change de nom avant le début de la saison 2016 pour devenir le Tak Chun Ka I.
En dépit de ses nombreux titres nationaux, le club n'a jusqu'à présent jamais participé à une compétition asiatique car Macao n'aligne aucune équipe dans les compétitions gérées par l'AFC.
En 2019, le club jouant en Coupe de Macao 2019-2020 a été disqualifié pour s'être dopé contre Hang Sai (en), qu'il l'opposait lors du tour préliminaire, s'imposant 21-18 (en), à la suite d'un match controversé, la victoire a été donnée sur tapis vert pour Chao Pak Kei (en).

## Palmarès
| Compétitions nationales |
| --- |
| - Championnat de Macao (3) : - Vainqueur : 2010, 2011 et 2012. - Vice-champion : 2009, 2015 et 2016. - Coupe de Macao (4) : - Vainqueur : 2009, 2010, 2015 et 2016. - Finaliste : 2013. |

## Personnalités du club

### Entraîneurs du club
- Josecler

### Joueurs notables du club
- Dan Ito
- Kin Seng Chan

### Liens
- Championnat de Macao de football
- Fiche du club sur le site soccerway